# Monophonique
 (mai 2025).
L'adjectif monophonique un signal sonore, une retransmission sonore ou un enregistrement, notamment musical. Un son monophonique, enregistré ou écouté en mono (apocope de monophonie), dit aussi monaural, n'est produit qu'à partir d'un seul canal comme provenant d'une seule source ou d'un seul endroit. Il est en général enregistré par un seul microphone, un amplificateur généralement monocanal et reproduit par un ou plusieurs haut-parleurs diffusant le même signal acoustique. Il se différencie de la « stéréophonie » ou des effets multicanaux comme le Surround, par exemple.

## Histoire et caractéristiques

### Chaînes haute-fidélité
Dans la deuxième moitié du XXe siècle, le son stéréophonique remplace progressivement le son monophonique, en particulier pour la reproduction musicale à la radio, sur les disques, au cinéma, à l'écoute avec les chaînes dites « haute-fidélité », à la télévision puis dans le cadre du « home cinéma. »
Dès que l'un des éléments est monophonique dans la chaîne successive depuis l'enregistrement d'origine jusqu'aux oreilles de l'auditeur (deux câbles stéréo reliés entre eux, magnétophone mono, touche de l'ampli sur position mono), même si la source a été enregistrée en stéréo et que tous les autres éléments sont branchés stéréophoniquement, ce seul élément mono rend le résultat d'écoute monophonique.
L'auditeur écoutant monophoniquement ne bénéficie donc pas de la reproduction du relief sonore stéréophonique souvent différent des sons ou musiques répartis depuis son oreille gauche jusqu'à son oreille droite, existant dans la nature ou surtout des différents instruments comme en face d'un concert.
Sur deux haut-parleurs identiques bien réglés en monophonie et en phase l'un avec l'autre, ceux-ci doivent donner chacun exactement le même son, et l'auditeur avoir l'impression d'entendre le son ou la musique, comme provenant d'un seul haut-parleur fictif situé au milieu entre les deux haut-parleurs, par exemple dans une voiture l'impression que le haut-parleur soit situé au milieu de la calandre ou dans un casque, l'impression que le son est au milieu de sa tête.
Si par contre, les haut-parleurs ou les signaux sont en opposition de phase, dû par exemple à une inversion des 2 fils sur l'un des deux haut-parleurs, en stéréo le son sera restitué avec un effet presque "spatial". Par contre, si l'on monophonise le son en aval, à partir d'un enregistrement stéréophonique, toute la partie centrale s'annulera, et à partir d'un enregistrement monophonique, les deux signaux doivent totalement s'annuler et ne plus donner aucun son. Les basses non localisables disparaissent totalement, ne laissant que quelques médiums et les aiguës des signaux stéréo des extrémités.

### Sur les tourne-disques
Les disques 78 tours puis une grande partie des disques microsillons ont été enregistrés en monophonie avant l'apparition de la stéréophonie, puis que celle-ci soit généralisée. Le signal sur le sillon est gravé uniquement latéralement, sans l'aspect en profondeur sur les côtés nécessaire supplémentaire pour une gravure stéréo.
Une pointe de lecture tourne-disque mono, et même autrefois une aiguille de diaphragme de tête de gramophone est sensible aux oscillations uniquement latérales. Une pointe stéréo, sensible également aux oscillations en profondeur de chaque côté correspondant aux deux signaux, souvent compatible, lit sans problème aussi les disques monophoniques.

### Sur les magnétophones
Sur une bande magnétique de magnétophone ou magnétocassette, les enregistrements mono peuvent être enregistrés sur chacune des 2 pistes d'un magnétophone mono ou stéréo, ou chacune des 4 pistes d'un magnétophone stéréo, ne bénéficiant plus de la stéréo, mais permettant pour un magnéto bobines de doubler la durée d'enregistrement pour une même bande magnétique.
En cas de déphasage entre la tête ayant enregistré et celle de lecture, dont l'azimutage n'est pas parfaitement réglé, si elles sont stéréophoniques et que l'enregistrement est monophonique et écouté en monophonie, les deux signaux décalés vont introduire une distorsion avec affaiblissement du signal, apparaissant en premier dans les fréquences élevées des aiguës se contredisant sur les deux canaux monophonisés. Il apparaît moins à grande vitesse réduisant d'autant cet écart, ainsi que sur un enregistrement stéréophonique à fort relief monophonisé. L'azimutage de la tête est facilement corrigé en tournant une vis durant la lecture lorsque les fines aiguës redeviennent optimales.

### Sur les radios
Jusqu'aux années 1950, les radios sont toutes retransmises en modulation d'amplitude, donc de qualité sonore médiocre, et a fortiori monophoniques (sauf en Amérique du Nord), comme elles le sont sur toutes les radios restantes ensuite en modulation d’amplitude.
La modulation de fréquence (MF ou FM) en monophonie est le moyen prioritaire pour améliorer la qualité du son de manière presque parfaite, d'abord sur les radios d'État, telles que France IV haute fidélité / France Musique et France Inter, puis FIP. Par la suite, plusieurs passèrent à partir des années 1970 en stéréophonie pour de plus en plus d'émissions.
Quelques radios associatives de puissance modérée conservent encore aujourd'hui la monophonie. En effet, celle-ci permet paradoxalement une meilleure réception en cas de signal faible ou brouillé par des radios de fréquences voisines, et est moins coûteuse en émission et énergie. Le dédoublage stéréo répartissant le signal peut augmenter le souffle de réception, pouvant être atténué ou pallié par un signal monophonique unique plus puissant.
Il en est de même des radios privilégiant la parole et non musicales, telles que France Info, restant monophoniques, la stéréophonie n'étant pas nécessaire.
En Allemagne, la FM a commencé vers 1949. Les premiers récepteurs Philips en FM datent de 1953.

### Autres usages
Néanmoins, le son mono domine toujours les réseaux téléphoniques filaires et cellulaires.
Par abus de langage (le terme exact étant monodique), un instrument de musique monophonique est un instrument qui ne peut jouer qu'une seule note simultanément comme le saxophone, la trompette ou certains synthétiseurs, au contraire d'un instrument multiphonique.